# بالدستییاس
بالدستییاس (به اسپانیایی: Valdestillas) یک شهرستان در اسپانیا است که در استان وایادولید واقع شده‌است.